# 1444
1444. је била проста година.

## Догађаји
- Срби на челу са  деспотом Ђурђем Бранковићем обнављају деспотовину Србију и Рас је поново престоница Србије.

### Март
- 2. март — Албански главари су образовали Љешку лигу на челу са Скендербегом.

### Јун
- 29. јун — Скендербег је поразио османску војску у бици код Торвиола.

### Август
- 15. август — Сегединским миром завршен рат између Османског царства и Српске деспотовине (Дуга војна).
- 26. август — Битка код Светог Јакова

### Новембар
- 10. новембар — Османски султан Мурат II је у бици код Варне однео убедљиву победу над крсташком војском чији вођа краљ Пољске и Угарске Владислав III Јагело погинуо.

## Рођења
- 11. март — Донато Браманте, италијански архитекта (умро 1514)

## Смрти

### Јануар
- 9. март — Леонардо Бруни, италијански хуманиста (рођен 1374)

### Јун
- 10. новембар — Владислав III Јагелонац, краљ Пољске и Угарске

## Занимљивости
1444. се римским бројевима записује као MCDXLIV. Ово је, ако се изузму године пре нове ере, прва година која користи сва слова римског бројевног система.